# Tian Zhandong
Dans ce nom chinois, le nom de famille, Tian, précède le nom personnel Zhandong.
Pour les articles homonymes, voir Tian.
Tian Zhandong (en chinois : 田占东), né le 13 avril 1983 à Tonghua est un sauteur à ski chinois.

## Biographie
Membre du club de ski du Jilin, il prend part notamment à la Tournée des quatre tremplins 2004-2005, puis aux Championnats du monde 2005 et aux Jeux olympiques d'hiver de 2006, où il est seizième par équipes et échoue en qualifications aux épreuves individuelles.
À l'été 2005, il obtient son meilleur résultat international dans la Coupe continentale à Velenje, où il se place sixième. 

## Palmarès

### Jeux olympiques
| Épreuve / Édition | Turin 2006 |
| Par équipes       | 16e        |

### Championnats du monde
| Épreuve / Édition | Épreuve / Édition | Oberstdorf 2005 |
| Grand tremplin    | Grand tremplin    | 44e             |
| Par équipes       | PT                | 14e             |
| Par équipes       | GT                | 14e             |

Légende : GT = grand tremplin, PT = petit tremplin

### Coupe du monde
- Meilleur résultat individuel : 43e.